# Babis (miejscowość)
Babis (arab. بابيص) – miejscowość w Syrii, w muhafazie Aleppo. W 2004 roku liczyła 2712 mieszkańców.